# Ackerman (apellido)
Acker proviene del alemán o antiguo inglés y significa "campo"; está también relacionado con la palabra acre, que es una "unidad de medida". Por tanto, Ackermann equivale a "fieldman" u "hombre de campo" Ackerman es también un apellido judío de origen Ashkenazi Yiddish  con el mismo significado.